# Laurent Dailland
Laurent Dailland, né en 1956 à Nevers, est un directeur de la photographie français.

## Biographie
Laurent Dailland est diplômé de l'École nationale supérieure Louis-Lumière (promotion « Cinéma », 1977).
Il commence sa carrière professionnelle à l'Agence française d'images. Comme directeur de la photographie au cinéma, il débute par une collaboration avec Olivier Jacquot pour Douce violence et notamment Catherine Breillat pour 36 Fillette.

## Filmographie
- 1983 : Douce Violence d'Olivier Jacquot[3]
- 1984 : La Première journée de Nicolas (court-métrage) de Manuel Poirier
- 1984 : Jacques Mesrine : profession ennemi public (documentaire) de Hervé Palud
- 1985 : La Lettre à Dédé (court-métrage) de Manuel Poirier
- 1985 : Y'a pas le feu... de Richard Balducci
- 1986 : Teresa (court-métrage) d'Annie Madeleine Gonzalez
- 1986 : Marée basse (court-métrage) d'Olivier Bourbeillon
- 1986 : Carré blanc (documentaire) de Gilles Delannoy, Isabelle Pierson et Michel Campioli
- 1988 : 36 Fillette de Catherine Breillat
- 1988 : Sanguine de Christian François
- 1990 : Les Disparus de Saint-Agil (TV) de Jean-Louis Benoît
- 1991 : Sale comme un ange de Catherine Breillat
- 1992 : Loulou Graffiti de Christian Lejalé
- 1993 : Trahir de Radu Mihaileanu
- 1994 : La Cité de la peur d'Alain Berbérian
- 1995 : À propos de Nice, la suite (segment Aux Niçois qui mal y pensent) de Catherine Breillat
- 1996 : Parfait Amour ! de Catherine Breillat
- 1997 : Didier d'Alain Chabat
- 1997 : Héroïnes de Gérard Krawczyk
- 1998 : Train de vie de Radu Mihaileanu
- 1998 : Place Vendôme de Nicole Garcia
- 1999 : Bricol' Girls (vidéo) d'Alain Chabat
- 1999 : Est-Ouest de Régis Wargnier
- 2000 : Le Goût des autres d'Agnès Jaoui
- 2002 : Astérix & Obélix: Mission Cléopâtre d'Alain Chabat
- 2002 : Aram de Robert Kechichian
- 2003 : Bouche à bouche (court-métrage) d'Alexandra Leclère
- 2003 : Cadeau du ciel de Dover Koshashvili
- 2004 : RRRrrrr!!! d'Alain Chabat
- 2005 : Man to Man de Régis Wargnier
- 2005 : L'Enfer de Danis Tanovic
- 2007 : Pars vite et reviens tard de Régis Wargnier
- 2007 : La Dernière journée (documentaire) (court-métrage) d'Olivier Bourbeillon
- 2007 : La Disparue de Deauville de Sophie Marceau
- 2007 : Les Deux mondes de Daniel Cohen
- 2008 : La Personne aux deux personnes de Nicolas Charlet et Bruno Lavaine
- 2009 : Le Concert de Radu Mihaileanu
- 2009 : Welcome de Philippe Lioret
- 2010 : L'Homme qui voulait vivre sa vie d'Éric Lartigau
- 2010 : Sans laisser de traces de Grégoire Vigneron
- 2011 : La Ligne droite de Régis Wargnier
- 2012 : Sur la piste du Marsupilami d'Alain Chabat
- 2012 : Les Saveurs du palais de Christian Vincent
- 2013 : Le Grand Méchant Loup de Nicolas & Bruno
- 2019 : Jusqu'ici tout va bien de Mohamed Hamidi
- 2020 : Une belle équipe de Mohamed Hamidi
- 2020 : Aline de Valérie Lemercier
- 2022 : Le Torrent d'Anne Le Ny
- 2023 : Les Petites Victoires de Mélanie Auffret
- 2023 : Jeanne du Barry de Maïwenn
- 2024 : Louise Violet d'Éric Besnard
- 2025 : Dis-moi juste que tu m'aimes d'Anne Le Ny

## Jury de festival
- 2021 : Festival de Cannes 2021, membre du jury Caméra d'or
- 2021 : Festival du cinéma russe à Honfleur, membre du jury